# داوود امیریان
داوود امیریان، نویسنده معاصر. وی تا کنون بیش از ۴۵ عنوان کتاب منتشر کرده و جوایز متعددی کسب نموده‌است. وی در حال حاضر در چند حوزه ادبیات کودک و نوجوان، رمان، طنز،و فیلمنامه‌نویسی قلم می‌زند

## زندگی
وی در سال ۱۳۴۹ متولد شد. امیریان از سال ۶۹ نویسندگی اش را با نوشتن خاطراتش از جبهه آغاز کرد. برخی او را جزو ۵ نویسندهٔ برتر دفاع مقدس می‌دانند و در زمره نسل اول نویسندگان دفاع مقدس قرار دارد.
وی درسال ۱۳۹۹ موفق به دریافت نشان درجه یک هنر در رشته داستان نویسی از طرف وزارت فرهنگ و ارشاد اسلامی شد.

## آثار چاپی
«فرزندان ایرانیم»، «رفاقت به سبک تانک» و «دوستان خدا حافظی نمی‌کنند»، «داستان بهنام»، «گردان قاطرچی ها»، «تولد یک پروانه» و «جام جهانی در جوادیه» از معروف‌ترین آثار داستانی وی است که تاکنون چهار دوره جایزه کتاب سال، ادبیات دفاع مقدس، کانون پرورش فکری کودکان و نوجوانان و ده‌ها جایزه دیگر را کسب کرده‌است.
- خداحافظ کرخه (اولین اثر او) / ۱۳۶۹
- کودکستان آقامرسل( ۱۳۹۴)
- ایرج خسته است / ۱۳۷۳[۳]
- آقای شهردار / ۱۳۷۹
- داستان بهنام (زندگینامه شهید بهنام محمدی) / ۱۳۸۱
- دوستان خداحافظی نمی‌کنند / ۱۳۸۲
- مترسک مزرعه آتشین / ۱۳۸۲
- جام جهانی در جوادیه / ۱۳۸۳
- فرزندان ایرانیم
- مهمانی باغ سیب
- گردان قاطرچی‌ها / ۱۳۹۰و [۴]
- سربدار / ۱۳۹۶
- برادر من تویی / ۱۳۹۷
- ترکش ولگرد
- خمپاره های فاسد

## آثار سینمایی
از جمله فیلم‌هایی که نوشته و به مرحله تولید رسیده و به نمایش درآمده، فیلم سینمایی «آخرین نبرد» به کارگردانی حمید بهمنی، «بهشت منتظر می‌ماند» به کارگردانی محمدرضا آهنج و «نفوذی» به کارگردانی احمد کاوری و مهدی فیوضی است.

### نویسنده
- گلوگاه شیطان (۱۳۸۹)
- آخرین نبرد (۱۳۷۶)

- نفوذی (۱۳۸۷)
- آقای مهربان (۱۳۹۰)
- بازنویسی سریال:نوروز رنگی(۱۴۰۰)
- تهیه کننده و کارگردان مستند:مینای مریم(۱۳۹۰)
- تهیه کننده مستند:بچه ی اینجا(۱۳۹۲)کارگردان:امین قدمی